# Text sagrat
Un text sagrat o una sagrada escriptura és un text o conjunt de textos considerats com a dignes de veneració per una religió o creença, ja que provenen de la divinitat o contenen la revelació sobre el missatge central del culte. Els fidels d'aquella religió consideren aleshores aquells textos com a sagrats i, per tant, dignes de transmissió i estudi. Sovint apareixen dins les celebracions litúrgiques o d'adoració als déus.
Alguns textos sagrats es consideren immutables, justament pel seu caràcter únic i diví i, per tant, no admeten traduccions. D'altres queden a la disposició només dels iniciats, entenent que solament ells podran copsar tot el seu contingut (coneixement esotèric). Per acabar, alguns pensen que poden estar associats a poders màgics, tant les paraules que els formen com fin i tot el seu poder.
Exemples de textos sagrats serien: els Vedes hinduistes, la Tanakh del judaisme, la Bíblia amb els Evangelis dels cristians, l'Alcorà dels musulmans, etc.

## Característiques
Històricament, alguns textos religiosos de forma mitològica parlen de l'origen del món, de la seva estructura sagrada, dels avantpassats de l'home i de la primera gent. Se li dona un lloc important a la descripció de ritus i cerimònies sagrades, es parla de les normes de comportament i de les lleis de la vida. Alguns textos religiosos són accessibles a tothom, però n'hi ha que només els que es dediquen a aquesta religió es poden familiaritzar.
La majoria de les religions han promulgat regles que defineixen criteris per avaluar els seus textos religiosos i restriccions als seus canvis.

## Punts de vista
Hi ha diferents actituds cap als textos sagrats. Algunes religions procuren que els textos escrits es divulguin lliure i àmpliament, mentre que altres sostenen que han de romandre ocults de tots, excepte per als fidels i els iniciats.
La majoria de religions promulguen polítiques que defineixen els límits dels textos sagrats, controlant o prohibint canvis i addicions. Algunes religions consideren els seus textos sagrats com «paraula de Déu», sostenint sovint que els textos estan inspirats per Déu i, com a tals, no són aptes per a modificacions.
Les traduccions dels textos poden rebre la benedicció oficial, però sovint la llengua sagrada original té de facto el més alt grau d'importància absoluta o exclusiva. Algunes religions proporcionen els textos gratuïtament o de forma subvencionada; altres requereixen un pagament i l'estricta observança dels drets d'autor.
Exemples d'escriptures que aprofiten l'estandardització: el Sri Guru Granth Sahib Ji (del sikhisme) sempre apareix amb una numeració de pàgines estàndard, mentre que altres religions (com les abrahàmiques i les seves derivades) són partidàries de senyalitzar el text mitjançant capítols i versicles.

## Etimologia i nomenclatura
Segons Peter Beal, el terme escriptura - derivat de "scriptura" (llatí) - significava "escrits [manuscrits] en general" anteriors a l'època medieval, després es van convertir en "reservats a denominar els textos de l'Antic i del Nou Testament de la Bíblia". " Més enllà del cristianisme, segons Oxford World Encyclopedia, el terme "escriptura" s'ha referit a un text acceptat per contenir els "escrits sagrats d'una religió", mentre que The Concise Oxford Dictionary of World Religions afirma que fa referència a un text "amb autoritat [religiosa] i sovint recollit en un cànon acceptat".
Alguns textos religiosos es classifiquen en canònics, altres no canònics, i d'altres extracanònics, semi-canònics, deutero-canònics, pre-canònics o post-canònics. El terme "cànon" deriva de la paraula grega "kανών", "un bastó utilitzat com a instrument de mesura". Es coneix amb el sentit de "mesura, norma, norma, regla". En l'ús modern, un cànon religiós fa referència a un "catàleg d'escriptures sagrades" que és àmpliament acceptat per "contenir i estar d'acord amb la regla o el cànon d'una fe particular", afirma Juan Widow. Els termes relacionats com "no canònic", "extracanònic", "deuterocanònic" i d'altres presumeixen i deriven de "cànon". Aquests termes derivats diferencien un corpus de textos religiosos de la literatura "canònica". En el seu origen, aquesta diferenciació reflecteix les sectes i els conflictes que es van desenvolupar i ramificar al llarg del temps, la "acceptació" competitiva d'un mínim comú en el temps i el "rebuig" a interpretacions, creences, regles o pràctiques per part d'un grup d'un altre soci relacionat. -grup religiós. La primera referència al terme "cànon" en el context de "una col·lecció d'escriptures sagrades" és traçable fins al segle IV dC. Les referències primerenques, com el sínode de Laodicea, esmenten tant els termes "canònics" com "no canònics" en el context de textos religiosos.

## Història dels textos religiosos
Un dels textos religiosos més antics coneguts és l'himne del temple Kesh de l'Antiga Sumèria, un conjunt de tauletes d'argila inscrites que els erudits daten normalment al voltant del 2600 aC. L'èpica de Gilgamesh de Sumèria, tot i que només alguns erudits la consideren un text religiós, té orígens fins al 2150 aC, i és una de les primeres obres literàries que inclou diverses figures mitològiques i temes d'interacció amb el diví. El "Rig Veda" (una escriptura de l'hinduisme) està datat entre el 1500 i el 1200 aC. És un dels textos religiosos complets més antics coneguts que ha sobreviscut fins a l'època moderna.
Hi ha moltes dates possibles donades als primers escrits que es poden relacionar amb les tradicions talmúdiques i bíbliques, la més antiga que es troba a la documentació de l'escriptura del segle viii aC, seguit de documentació administrativa dels temples dels segles V i VI aC, amb una altra data comuna el segle ii aC. Tot i que un text significatiu en la història del text religiós a causa del seu ús estès entre les denominacions religioses i el seu ús continuat al llarg de la història, els textos de les tradicions abrahamàniques són un bon exemple de la manca de certesa que envolta les dates i les definicions dels textos religiosos.
Les taxes elevades de producció massiva i distribució de textos religiosos no van començar fins a la invenció de la impremta el 1440, abans de la qual tots els textos religiosos eren còpies escrites a mà, de les quals hi havia quantitats relativament limitades en circulació.